# أليكسي موروزوف
أليكسي موروزوف (بالروسية: Алексей Славиевич Морозов)‏ (3 يناير 1966 في روسيا - ) هو لاعب كرة قدم روسي (وحمل سابقاً جنسية الاتحاد السوفيتي) في مركز الدفاع. لعب مع دينامو موسكو ونادي ساتورن رامنسكوي وفاكل فارونيش ‏ وتكستيلشيك كاميشين ‏ وFC Lokomotiv Nizhny Novgorod ‏ وFC Industriya Borovsk ‏.

## وصلات خارجية
- أليكسي موروزوف على موقع قاعدة بيانات كرة القدم.إي يو (الإنجليزية)